# هاناماکی
هاناماکی در استان ایواته در کشور ژاپن  واقع شده است  که دارای جمعیت ۱۰۳٬۷۱۸ نفر و مساحت ۹۰۸٫۳۲ کیلومتر مربع با تراکم جمعیت ۱۱۴  نفر در کیلومترمربع است و در تاریخ ۱ ژانویه ۲۰۰۶ به عنوان شهر شناخته شد.